# Franco Modigliani
Franco Modigliani (Roma, 18 de junho de 1918 — Cambridge, 25 de setembro de 2003) foi um economista nascido na Itália, naturalizado norte-americano em 1946.

## Carreira
Obteve um doutorado em economia na New School for Social Research em 1944, onde trabalhou com Jacob Marschak. A sua tese de doutoramento formou, junto com o modelo IS/LM de John R. Hicks, o núcleo da chamada Síntese Neoclássica do Keynesianismo, que dominou a macroeconomia no pós-guerra. Modigliani leccionou na New School, na Universidade Carnegie Mellon e finalmente no MIT. Foi premiado com o  Prémio de Ciências Económicas em 1985.

## Contribuições para a teoria econômica
Modigliani, a partir da década de 1950, foi um criador da Hipótese do Ciclo da Vida, que tenta explicar o nível de poupança na economia. A hipótese de que os consumidores almejam um nível estável de consumo ao longo da vida (por exemplo, poupando durante os anos de trabalho e depois gastando durante a aposentadoria).
A hipótese das expectativas racionais é considerada pelos economistas como originada no artigo escrito por Modigliani e Emile Grunberg em 1954.
Quando era membro do corpo docente da Carnegie Mellon University, formulou em 1958, juntamente com Merton Miller, o teorema de Modigliani-Miller para finanças corporativas. O teorema postula que, sob certas suposições, o valor de uma empresa não é afetado por ela ser financiada por capital (venda de ações) ou por dívida (empréstimo de dinheiro).
No início dos anos 1960, sua resposta, em co-autoria com Albert Ando, ao artigo de 1963 de Milton Friedman e David I. Meiselman, iniciou o chamado "debate sobre política monetária/fiscal" entre os economistas.
Em 1975, Modigliani, em um artigo cujo co-autor foi seu ex-aluno Lucas Papademos, introduziu o conceito de "NIRU", a taxa de desemprego não inflacionária, ostensivamente uma melhoria sobre o conceito de "taxa natural de desemprego". Os termos referem-se a um nível de desemprego abaixo do qual a inflação sobe.
Em 1997, Modigliani e sua neta, Leah Modigliani, desenvolveram o que hoje é chamado de "desempenho ajustado ao risco de Modigliani", uma medida dos retornos ajustados ao risco de uma carteira de investimentos derivada do índice de Sharpe, ajustado para o risco de a carteira em relação a uma referência, por exemplo, o "mercado".

## Publicações selecionadas

### Livros
- Modigliani, Franco; Abel, Andrew B.; Johnson, Simon (1980). The Collected Papers of Franco Modigliani. Cambridge, Massachusetts: MIT Press. ISBN 978-0-262-13150-6
- Modigliani, Franco; Fabozzi, Frank J. (1996). Capital Markets: Institutions and Instruments. Upper Saddle River, New Jersey: Prentice Hall. ISBN 978-0-13-300187-7
- Modigliani, Franco; Fabozzi, Frank J.; Ferri, Michael G. (1998). Foundations of Financial Markets and Institutions. Upper Saddle River, New Jersey: Prentice Hall. ISBN 978-0-13-686056-3
- Modigliani, Franco (2001). Adventures of an Economist. London, New York: Texere. ISBN 978-1-58799-007-6
- Modigliani, Franco; Muralidhar, Arun (2004). Rethinking Pension Reform (PDF). London: Cambridge University Press. ISBN 978-0-521-83411-7

### Artigos
- Modigliani, Franco (1944). «Liquidity Preference and the Theory of Interest and Money». Econometrica. 12 (1): 45–88. JSTOR 1905567. doi:10.2307/1905567
- Modigliani, Franco (1998). «Lessons learned from Barbara». Feminist Economics. 4 (3): 143–144. doi:10.1080/135457098338347